# Bless This Mess
Bless This Mess es una serie de televisión estadounidense que se estrenó el 16 de abril de 2019 y finalizó el 5 de mayo de 2020 en ABC. Originalmente ordenado como piloto en FOX, la serie fue recogida por ABC a principios de diciembre de 2018. El 10 de mayo de 2019, ABC renovó la serie para una segunda temporada y se estrenó el 24 de septiembre de 2019. En mayo de 2020, se anunció que la serie fue cancelada después de dos temporadas.

## Sinopsis
Bless This Mess sigue a la joven pareja Mike y Rio que deja su hogar en Nueva York y se muda a una granja en Bucksnort, Nebraska, la cual Mike heredó de su tía abuela. La encuentran muy descuidada y ocupada por un anciano senil llamado Rudy Longfellow. Decidiendo quedarse, restauran e intentan dirigir la granja y se encuentran adaptándose a la extraña y apretada comunidad de excéntricos coloridos con resultados mixtos.

## Elenco

### Principal
- Dax Shepard[5] como Michael «Mike» Levine-Young,,[6] un experiodista musical de Nueva York y el esposo de Rio que se muda a Nebraska con Rio cuando su tía abuela Maggie le dejó una granja.
- Lake Bell[5] como Rio Levine-Young,[6] un antigua terapeuta de Nueva York y la esposa de Mike que se muda a Nebraska con él.
- JT Neal como Jacob Bowman,[6] el hijo de los vecinos de Mike y Rio.
- Pam Grier como Constance Terry,[6] la dueña de su propia tienda, llamada "Connie's", y el sheriff local.
- Ed Begley Jr. como Rudy Longfellow,[6] El antiguo vecino de Maggie que ahora vive en el granero de Maggie.
- David Koechner como Beau Bowman (temporada 2, recurrente temporada 1), el padre de Jacob y un ranchero local que presiona a Mike para que le venda la granja.
- Lennon Parham como Kay Bowman (temporada 2, recurrente temporada 1), la madre de Jacob y la esposa de Beau.
- Langston Kerman como Brandon Terry (temporada 2 2), el hijo de Constance.

### Recurrente
- Susie Essman como Donna Levine, la madre de Rio.
- Jim O'Heir como Kent, el veterinario del pueblo.
- Nancy Lenehan como Deb, la esposa de Kent y una cartero.
- Lisa Linke como Clara, la amiga socialmente incómoda de Rio.
- Belle Adams como Janine, la novia intensamente religiosa de Jacob.

### Invitados
- Marla Gibbs como Belle, La anciana y exigente madre de Constance.
- Jessica St. Clair como Stacey Grisham, la hermana de Kay.
- Edward James Olmos como Randy, el nuevo esposo de Theresa.
- Rita Moreno como Theresa, la exesposa de Rudy.
- Nicole Richie como Sierra, El rico amigo socialista de Rio en Nueva York.
- Martin Mull como Martin Young, el padre de Mike.
- Christine Estabrook como Maryanne Young, la madre de Mike.
- Ryan Hansen como Matthew «Matt» Young, el hermano de Mike.

## Episodios
| Temporada | Temporada | Episodios | Episodios | Emisión original         | Emisión original   |
| Temporada | Temporada | Episodios | Episodios | Primera emisión          | Última emisión     |
| --------- | --------- | --------- | --------- | ------------------------ | ------------------ |
|           | 1         | 6         | 6         | 16 de abril de 2019      | 21 de mayo de 2019 |
|           | 2         | 20        | 20        | 24 de septiembre de 2019 | 5 de mayo de 2020  |

## Producción

### Desarrollo
El 10 de octubre de 2017, se anunció que Fox había ordenado la producción de un piloto put de la serie. Fox ordenó oficialmente la producción del piloto de la serie en febrero de 2018. El piloto fue escrito por Lake Bell y Elizabeth Meriwether, quienes sirven como productoras ejecutivas, junto a alongside Erin O'Malley, Jake Kasdan, Melvin Mar y Katherine Pope. Las compañías de producción involucradas en el piloto incluyen a Elizabeth Meriwether Pictures, Lake Bell Prod. y 20th Century Fox Television. Una vez finalizada la producción del piloto, Fox se negó a continuar el proyecto; sin embargo, ABC ordenó la producción de la serie el 11 de diciembre de 2018. Un día después, se anunció que la serie se estrenaría a mediados de la temporada de 2019 y se emitiría los martes a las 9:30 p. m. La serie estrenó el 16 de abril de 2019.
El 10 de mayo de 2019, se anunció que ABC renovó la serie para una segunda temporada que se estrenó el 27 de septiembre de 2019. El 7 de noviembre de 2019, se anunció que la segunda temporada de la serie recibió seis episodios adicionales. El 21 de mayo de 2020, ABC canceló la serie después de dos temporadas.

### Casting
En marzo de 2018, se anunció que Dax Shepard y Ed Begley Jr. habían sido elegidos para los papeles principales del piloto. Junto con el anuncio de la producción del piloto, en junio de 2019 se informó que Pam Grier, JT Neal y Christina Offley se habían unido al elenco principal. El 16 de septiembre de 2019, se anunció que David Koechner, Lennon Parham, y Langston Kerman fueron promovidos al elenco principal, para la segunda temporada.

## Recepción

### Crítica
En Rotten Tomatoes, la serie tiene un índice de aprobación del 78%, basado en 9 reseñas, con una calificación promedio de 6/10. El consenso crítico del sitio dice, «Bien escrito y cariñosamente en casa, el mayor regalo de Bless This Mess es la alegría de ver a su hilarante y simpático conjunto todo en un solo lugar». En Metacritic, tiene puntaje promedio ponderado de 60 sobre 100, basada en 10 reseñas, lo que indica «criticas mixtas o medias».